# محاكم التفتيش في غوا

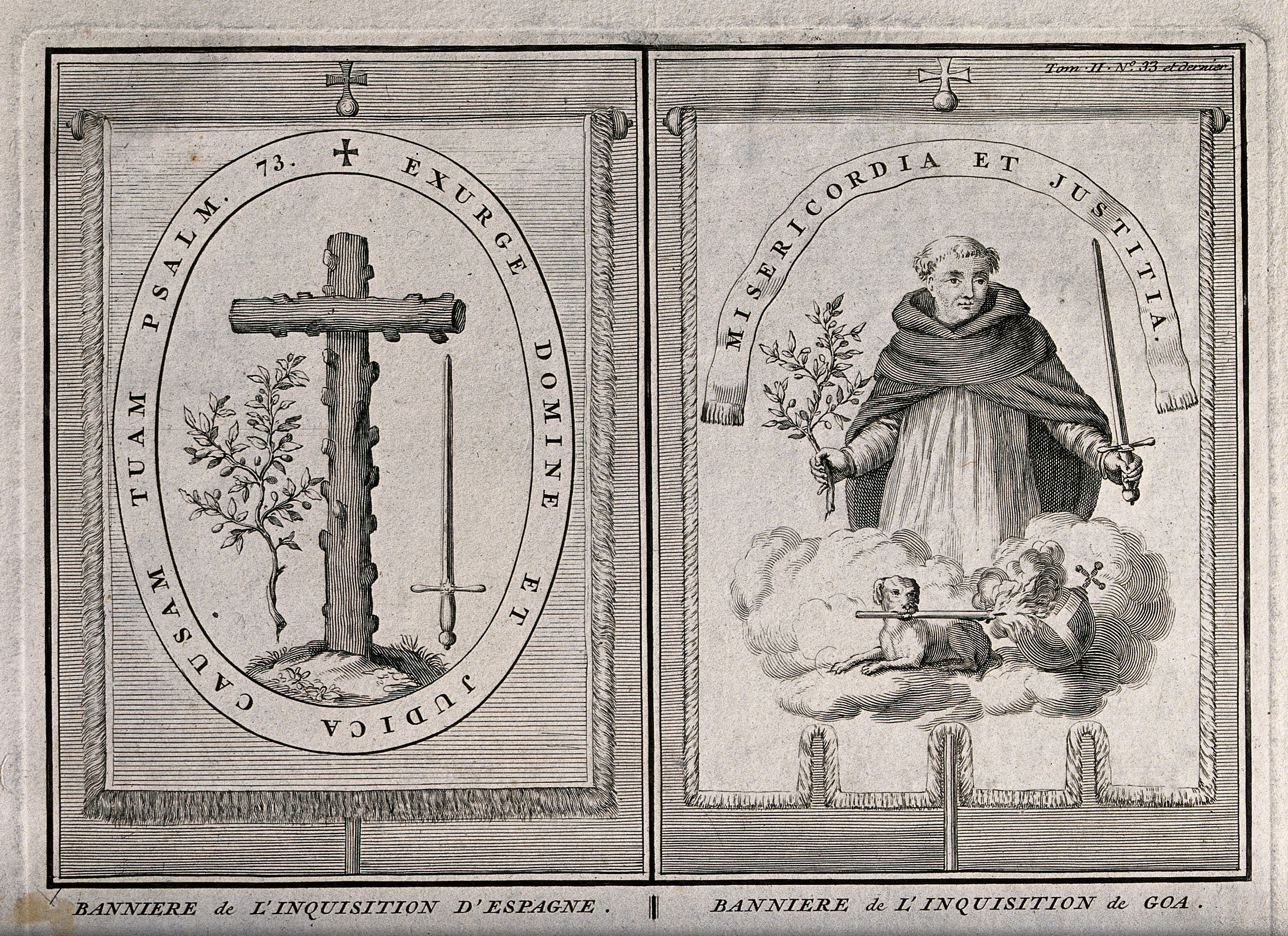
على اليسار: لافتة محاكم التفتيش الإسبانية؛ إلى اليمين: لافتة محاكم التفتيش في غوا، برنارد بيكارت.

كانت محاكم التفتيش في غوا هي منظومة برتغالية تعود إلى الحقبة الاستعمارية، أنشأها المكتب المقدس الروماني الكاثوليك بين القرنين السادس عشر والتاسع عشر لوقف الهرطقة ضد المسيحية (الكاثوليكية خصوصا) في آسيا ومعاقبتها. اضطهدت المنظومة كل الهندوس والمسلمين والمسيحيين الجدد والنصرانيين المتهودين، وذلك على يد الحكومة البرتغالية ورجال الدين اليسوعيين في الهند البرتغالية. تم تأسيسها في عام 1560، وتوقفت لفترة وجيزة من 1774 إلى 1778، واستمرت بعد ذلك وألغيت في النهاية في عام 1820. عاقبت محاكم التفتيش أولئك الذين تحولوا إلى الكاثوليكية لكن يوجد شك من قبل رجال الدين اليسوعيين في ممارستهم لدينهم السابق سراً. في الغالب، اتُهم المضطهدون بممارسة الهندوسية سراً. وسُجن عشرات من السكان الأصليين المتهمين جنائياً لسنوات عديدة، أو تم الحكم عليهم بالجلد، أو حُكم عليهم بالإعدام، وغالبًا ما يكون ذلك بحرقهم. قام المبشرون المسيحيون الكاثوليك أيضًا بحرق أي كتب مكتوبة باللغة السنسكريتية أو العربية أو الماراثية أو الكونكانية أمكنهم أن يجدوها في جوا، وكذلك منعوا الكتب المسيحية البروتستانتية من دخول غوا على متن السفن التجارية الهولندية أو الإنجليزية.

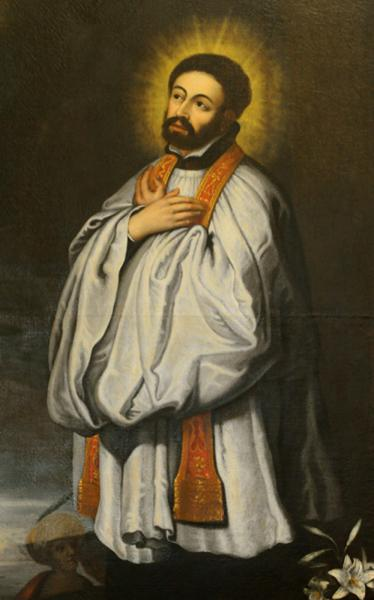
طلب فرانسيس كسفاريوس من البرتغال إطلاق محاكم التفتيش غوا في مايو 1546. تم تنفيذ اقتراحه في عام 1560، بعد ثماني سنوات من وفاته.

تم طلب إنشاء محاكم التفتيش في غوا بواسطة المبشر اليسوعي فرانسيس كسفاريوس من مقره ملقا في رسالة بتاريخ 16 مايو 1546 إلى الملك جواو الثالث ملك البرتغال. بين بداية محاكم التفتيش في عام 1561 وإلغائها المؤقت في عام 1774، تم تقديم ما لا يقل عن 16,202 شخصًا للمحاكمة من قبل محاكم التفتيش. أحرق البرتغاليون جميع سجلات محاكم التفتيش تقريبًا عندما تم إلغاء محاكم التفتيش في عام 1820، لذا فمن المستحيل معرفة العدد الدقيق لأولئك الذين قُدموا للمحاكمة والعقوبات المفروضة عليهم. تشير السجلات القليلة التي نجت إلى أن 57 شخصًا على الأقل قد أُعدموا بسبب ارتكابهم جرائم دينية، وأن 64 آخرين قد أحرقوا بعد أن ماتوا بالفعل في السجن قبل صدور الحكم. تشير سجلات أخرى مثل تلك التي تركها الطبيب الفرنسي تشارلز ديلون، الذي كان أيضًا ضحية لمحاكم تفتيش غوا، إلى أن ما يقرب من 70% من أولئك الذين أدينوا بممارسة الهندوسية سراً قد أُعدموا، وأن العديد من السجناء جوعوا حتى الموت وأن التمييز العنصري ضد الهنود كان متفشيا خلال إجراءات محاكم تفتيش غوا.
في غوا، حاكمت محاكم التفتيش أيضاً منتهكي الحظر المفروض على الاحتفال بالطقوس والمهرجانات الهندوسية أو الإسلامية أو المتدخلين في المحاولات البرتغالية لتحويل غير المسيحيين إلى الكاثوليكية. جعلت قوانين محاكم التفتيش اتباع الهندوسية والإسلام واليهودية واستخدام اللغة الكونكانية جرائم جنائية. وكانت محاكم التفتيش أيضا وسيلة لمصادرة الممتلكات وإثراء المحاكمين. على الرغم من انتهاء محاكم التفتيش في غوا في عام 1820، استمر التمييز الديني والاضطهاد للهندوس والمسلمين من قبل الحكومة المسيحية البرتغالية في أشكال أخرى مثل ضريبة Xenddi.